# Cyril Dumoulin
Cyril Dumoulin (Rillieux-la-Pape, Francuska, 2. veljače 1984.) je francuski rukometni vratar i nacionalni reprezentativac. Trenutno nastupa za domaći Tremblay-en-France HB.
Osvajač je europskog naslova prvaka s francuskom reprezentacijom.

## Karijera

### Klupska karijera
Dumoulin je rukomet počeo trenirati u mlađim sastavima CS Bourgoin-Jallieu i Chambéryja. Svoju prvu službenu utakmicu za Chambéry odigrao je 2003. godine protiv Nîmesa. Nekoliko mjeseci poslije s klubom je potpisao prvi profesionalni ugovor. Ondje je proveo punih četrnaest godina te je proglašen najboljim vratarem prvenstva u sezoni 2011./12.
21. svibnja 2014. prelazi je u Toulouse jer se tadašnji vratar Gonzalo Pérez de Vargas vratio u FC Barcelonu.

### Reprezentativna karijera
Cyril Dumoulin je u dresu Francuske debitirao 21. lipnja 2009. protiv Latvije u kvalifikacijama za EURO 2010. Također, te godine je s nacionalnom selekcijom osvojio srebro na Mediteranskim igrama u Pescari. U to vrijeme bio je treći vratar reprezentacije iza Thierryja Omeyera i Daoude Karaboué.
Kada se 2013. godine Karaboué umirovio a Omeyer krajem iste ozlijedio, Dumoulin je dobio svoju priliku kao prvi vratar reprezentacije. Tako je kao reprezentativni član postao je europski prvak na prvenstvu u Danskoj 2014.